# Retaule de la Transfiguració (Huguet)
El Retaule de la Transfiguració és una obra atribuïda a Jaume Huguet que aquest va realitzar per encàrrec de Pere Ferrer, rector d'Ascó, per a la capella del mateix nom de la catedral de Tortosa.
És sens dubte una de les peces més significatives i vistoses del tresor catedralici de Tortosa. Una de les escenes que inclou és la del Judici Final amb els morts sortint de les tombes, on un dels morts que apareix és, precisament, el comitent Pere Ferrer.
Les imatges representades recullen passatges de la vida de Jesús, de Moisès i del profeta Elies que tenen en comú que es produeixen dalt d'una muntanya. El foc que representa "la Glòria del Senyor", signe de purificació i de destrucció, és present a bona part de les escenes convertint el relat iconogràfic en una manifestació de misteri, una expressió de glòria i de santedat i un vehicle pel qual el comitent deixava palesa la seva soteriologia.

## Dades de context

### Autor
Jaume Huguet (Valls 1412 - Barcelona 1492) fou un pintor gòtic català amb un estil que va evolucionar del gòtic internacional a les innovacions incorporades des de la pintura flamenca. La seva formació es va realitzar entre València, Tarragona i Barcelona, si bé no es descarta que pogués haver visitat Sardenya o Nàpols, que formaven part de la Corona d'Aragó. Va desenvolupar la seva màxima activitat a Barcelona a partir de 1448, on va crear un taller que pràcticament va monopolitzar la realització de retaules a Catalunya durant la segona meitat del segle xv, un cop morts Bernat Martorell i Lluís Dalmau. El seu taller va incorporar els seus deixebles i també membres de la família Vergós, amb els quals va mantenir una estreta relació personal, i que són considerats coautors d'aquest retaule.
Una part important de la seva obra s'ha perdut en revoltes que han destruït les esglésies que les contenien. La majoria d'obres conservades són panells de retaules que han estat desmuntats.

#### Debat sobre l'autoria
Actualment és considerada obra de Jaume Huguet, una tesi defensada per Gudiol i Ainaud de Lasarte. Anteriorment havia estat atribuïda a la família Vergós per Folch i Torres coincidint amb la tesi que va fer Cristóbal Gràcia de 1923. Gràcia, autor de la primera descripció documentada, estava influït en part per la similitud amb el retaule del Conestable que l'historiador Salvador Sanpere atribuïa a Pau Vergós. Posteriorment els estudiosos americans Post i Rowland ho van atribuir al pintor barceloní Gabriel Guàrdia.
Més recentment Montserrat Jardí Anguera ha proposat que bona part de l'obra de Jaume Huguet seria en realitat del seu taller i que, en el cas d'aquest retaule, les dues taules laterals dedicades a l'Ascensió i al Judici Final podrien haver estat realitzades per Bernat Goffer, un artista alemany que havia treballat al taller del mestre.
També Joan Molinas i Figueras subscriu la tesi de l'artista-empresari Huguet, amb un taller que és de fet un centre massiu de producció, com a explicació per a l'excepcional producció de la seva autoria en la meitat del segle xv. En el cas d'aquest retaule, Molinas opina que es tracta d'un encàrrec al mestre realitzat per col·laboradors propers amb la seva directa supervisió.

### Tema
La transfiguració de Jesús és un esdeveniment narrat als tres evangelis sinòptics: Mateu 17:1-9, Marc 9:2-10 i Lluc 9:28-36. Per a la fe cristiana és un episodi de la vida del Crist en què aquest hauria experimentat un canvi d'aparença corpòria durant la seva vida sobre la Terra, una metamorfosi (en grec, 'transfiguració') que revelaria la seva naturalesa divina.
Als evangelis no hi consta el lloc exacte de l'esdeveniment, si bé una tradició de l'època de Ciril de Jerusalem situa l'episodi al mont Tabor, prop del llac de Tiberíades. Certs exegetes situen l'esdeveniment al mont Hermon, ja que els episodis evangèlics que l'emmarquen se situen en aquesta regió. El Mont Tabor hauria estat escollit en època romana d'Orient per a la seva proximitat amb Natzaret i el llac de Tiberíades.
A l'església oriental, des de començaments del segle vi, es va considerar la Transfiguració com una de les Dotze Grans Festes de l'any litúrgic. Per contra, a occident, no va comptar amb aquest predicament, amb una reduïda aplicació en el culte i, conseqüentment, en la iconografia, amb l'excepció dels regnes hispànics i especialment de la Corona d'Aragó, on la festa dedicada a la transfiguració es practicava a les acaballes del primer mil·lenni, com ho demostra el sermó pronunciat el 1004 per Llobet Benet, abat de Santa Maria d'Arlés, in die Transfiguracionis Domini, on es fa un recull de la implantació de la festa a la Marca Hispànica a l'època. Una mostra de la seva difusió en el segle xv, quan varen ser realitzades aquesta obra i el Retaule de la Transfiguració de Bernat Martorell, és l'ús que en feia sant Vicent Ferrer per elaborar el seu sermó de Quaresma, on recordava, a partir d'aquest passatge, el necessari compliment del dejuni i la penitència.
La iconografia catalano-aragonesa recull el tema, supeditat en general a cicles dedicats a la vida de Crist, com al retaule de l'església de San Salvador d'Eixea (Saragossa), al desaparegut el 1936 de l'església parroquial de Pallaruelo de Monegros (Osca), obra de Martín de Soria, o a l'escultura de començaments del XVI per Gil Morlanes el Vell per al Castell-Abadia de Montaragó, que es conserva al Museu Episcopal i Capitular d'Osca.
Amb tot, abans d'aquest retaule de Tortosa, la transfiguració no havia estat motiu central fins al retaule realitzat per Bernat Martorell per a una capella del deambulatori de la catedral de Barcelona, un encàrrec fet pel bisbe Simó Salvador.

### Estil
Tant Folch i Torres com Cristóbal Gràcia compartien l'opinió de la similitud amb el retaule del Conestable, de 1464-1465, és a dir, realitzat només un o dos anys abans.
En línia amb aquest retaule, la seva realització coincideix amb la fase de plenitud de l'autor, que mostra una serena i expressiva naturalitat. Encara conservarà els darrers aires del gòtic internacional amb un moment avançat del flamenquisme més penetrant. És en aquest moment de maduresa quan es perfila com una figura essencial de la pintura catalana del segle XV. L'artista desplega un estil una mica més tradicional que al Retaule del Conestable potser seguint el gust del comitent, un fet que condicionaria molt l'obra d'Huguet. Així, coneixedor de les noves tendències de la pintura flamenca, com ho proven la suavitat dels rostres o la utilització del paisatge, s'adapta en aquesta obra a les tradicions del país mantenint el vell predomini dels espais daurats en els fons de l'escena. Com més maduresa s'aprecia en el seu estil, més es reflecteixen en les seves figures els tipus habituals dels seus contemporanis i veïns, observats a la vida quotidiana de la ciutat de Barcelona i del camp de Catalunya.
Les repetides comparacions amb el conjunt pictòric del Conestable identifiquen similituds en la gamma cromàtica, però també remarquen paral·lelismes compositius i tipològics com els que es poden observar a la taula de l'Ascensió. Entre elles s'estableix un efecte especular, ja que es troben en costats diferents i posicions, pis superior del costat de l'Epístola al Retaule del Conestable i pis inferior del costat de l'Evangeli en aquest retaule; però a més, la posició dels personatges està invertida.

## Història
No existeix documentació del seu encàrrec, si bé es considera que el comitent va ser el sacerdot Pere Ferrer, rector d'Ascó, o els seus marmessors testamentaris. El seu escut familiar figurava al guardapols original i també és visible en un dels sepulcres de la taula de la resurrecció dels morts. Consta documentat un permís de 1441 a aquest sacerdot per ocupar una capella amb sepulcre al deambulatori (capella retro altare maius). Ferrer va sufragar misses i aniversaris perpetus per aconseguir la salvació de la seva ànima i les dels membres de la seva família. Al seu testament de 1463 apareix ratificada aquesta disposició i hi consta l'acabament de la construcció del sepulcre.
L'any 1559 el conjunt va ser traslladat a la capella del Santíssim Sagrament, moment en què se li afegeix un sagrari i una nova predel·la obra de Joan Desi de l'any 1574.
Va ser restaurat el 1989. Actualment s'exposa al museu de la catedral després de recuperar les taules originals que s'havien canviat el segle xvi, llevat del guardapols que es va perdre.

## Descripció
Es tracta d'un dels pocs retaules gòtics catalans amb representacions iconogràfiques d'índole veterotestamentària que recrea un detallat programa exegètic, més fruit de la mentalitat del seu promotor que d'una voluntat per recuperar el simbolisme tipològic de finals de l'edat mitjana. La inclinació a la soteriologia manifestada pel comitent es veu reflectida en el programa iconogràfic del retaule.
Huguet estructura el retaule en tres carrers, el central lleugerament més ample, i amb predel·la. De forma similar al Retaule del Conestable, fet per l'autor poc temps abans, els carrers laterals tenen tres pisos i el central té una gran taula amb la Transfiguració de Jesús com a eix temàtic i simbòlic del programa iconogràfic, rematada per un àtic amb una crucifixió, una escena clàssica als retaules d'Huguet.
Les sis taules dels carrers laterals estan dedicades a passatges de la vida dels personatges centrals: Jesús i els profetes Moisès i Elies. Les dues taules superiors del carrer esquerre representen el lliurament de les Taules de la Llei i l'esbarzer ardent, episodis teofànics de la vida de Moisès. Les dues taules superiors del carrer dret mostren l'Ascensió d'Elies en el carro de foc i l'extermini dels missatgers del rei Ahazià d'Israel, dues escenes sense l'aparició visual de Déu però amb la presència del seu poder. Les dues taules inferiors dels carrers laterals estan referides a la vida de Jesús: a l'esquerra es representa l'Ascensió i al carrer dret la resurrecció dels morts o Judici Final, dedicada al mateix Jesucrist.

### Taula central

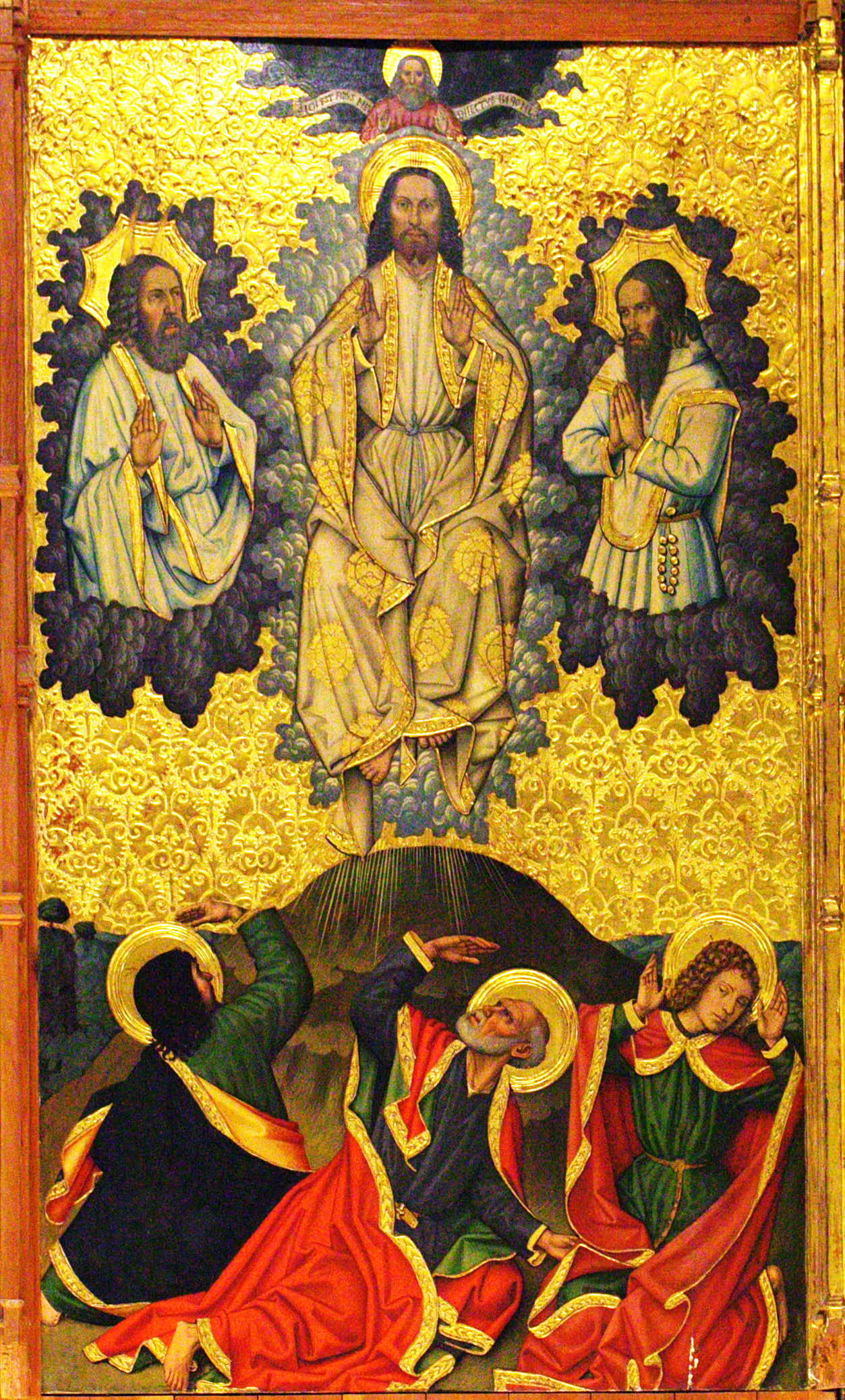
La Tansfiguració a la taula central

La taula central representa l'episodi que dona nom al retaule. L'autor recull el moment en què Jesús, flanquejat per Moisès i Elies, va revelar la seva naturalesa divina als apòstols Pere, Joan i Jaume. Seguint la iconografia tradicional es representa a Jesús vestit d'un blanc immaculat, amb la intenció de significar que és més que un home, que la seva identitat última és divina; es troba levitant sobre la muntanya entre els dos grans personatges de la història d'Israel: Moisès, que representa la llei, i Elies, el profeta precursor del Messies. Els núvols que els envolten i els seus fronts daurats representen el caràcter sobrenatural de l'esdeveniment. Huguet situa una petita imatge de Déu Pare sobre el cap de Jesús acompanyat d'un filacteri amb la inscripció «Hic est filius meus dilectus in quo mihi bene complacui» (Aquest és el meu Fill, el meu estimat).［Mateu 17:5］ La veu de Déu des de dins del núvol és un punt focal que reforça el caràcter teofànic de l'escena en proclamar i revelar la identitat de Jesús.
A la part baixa de la imatge es representen els tres apòstols què testimonien la transformació del redemptor. Es mostren sorpresos i trasbalsats, caiguts a terra i protegint-se amb els seus braços aixecats de la llum irradiada per la figura divina.
El disseny del discurs iconogràfic ideat pel comitent, de caràcter escatològic, compta amb les figures dels profetes Elies i Moisès presents a l'escena central que, amb els seus episodis teofànics, prefiguraven Jesús al mont Tabor. Déu s'havia manifestat a Moisès lliurant-li la llei de l'antiga aliança i posteriorment a Elies per restaurar-la i purificar-la. Alhora, si les visions de Moisès i Elies eren considerades evocacions de la Transfiguració de Crist, aquesta va ser interpretada, des dels inicis cristians, com una anticipació de la parusia, la vinguda escatològica del Messies. La Transfiguració d'aquesta escena central prefigurava la fi del temps amb la resurrecció dels morts, l'escena representada a la part baixa del carrer dret i que connecta directament amb aquesta.

### Taules del carrer esquerre

#### Escenes de Moisès

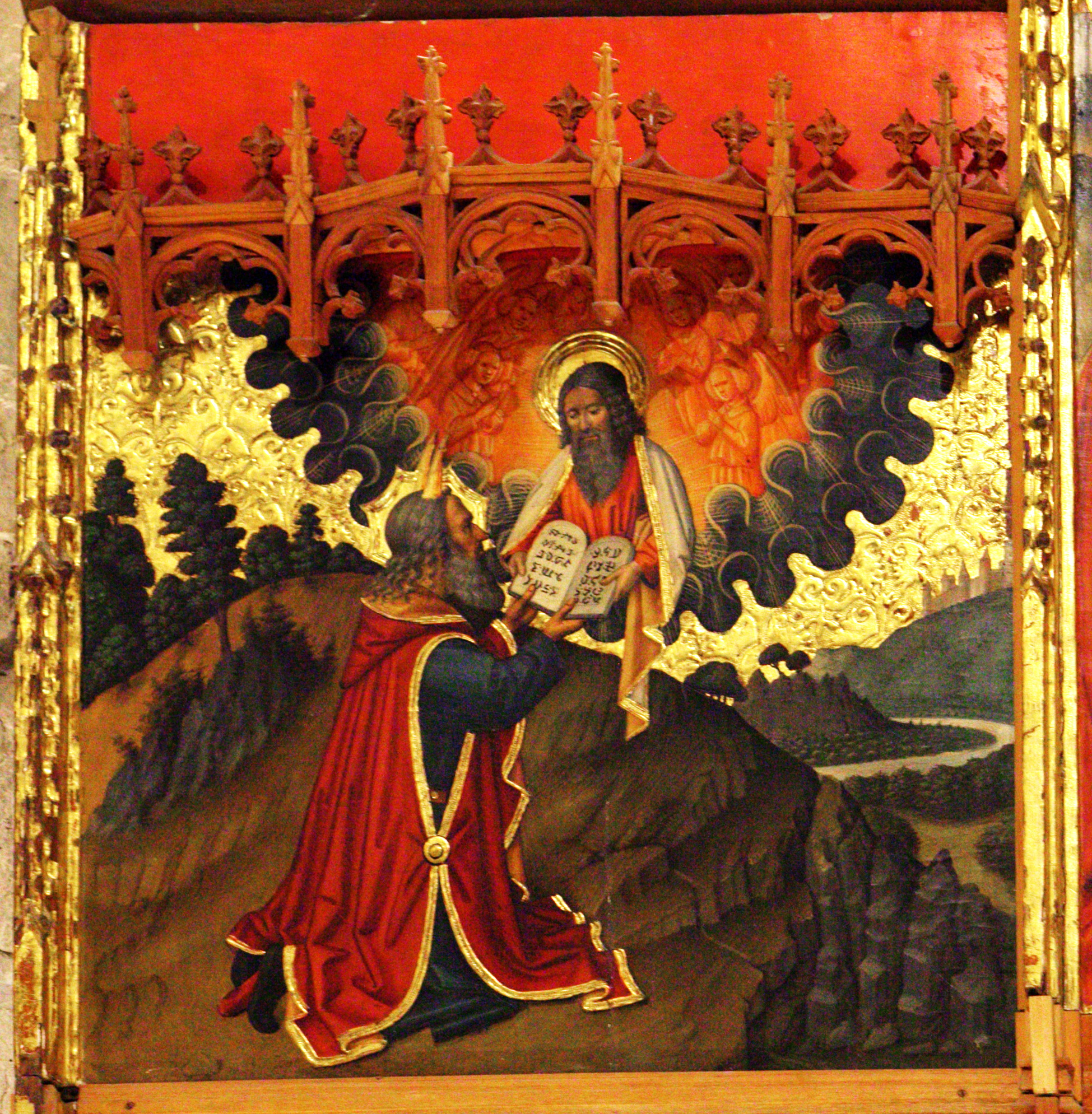
Lliurament de les Taules de la Llei

Les dues taules superiors del costat de l'Evangeli estan dedicades a Moisès. Tant en aquestes dues taules com a la central, amb el tema de la Transfiguració, la figura de Moisès porta banyes, tal com se'l va representar fins al Renaixement a causa d'un error de traducció del text quod cornuta esset facies del versicle Èxode 34:29 de la Bíblia Vulgata que posteriorment es corregiria per «..el seu rostre era radiant».
La primera escena, tot i que cronològicament posterior, és el lliurament de les Taules de la Llei al cim del mont Sinaí. És un passatge molt popular en el qual Moisès, quan està conduint al seu poble a través del desert, puja al mont Sinaí a parlar amb Déu sobre el futur del poble jueu i li lliura les Taules de la Llei amb els deu manaments.［Èxode 24:15-18］ Jehovà està representat al mig d'un núvol, rodejat d'una legió d'àngels de color rogenc simulant el foc que representa "la Glòria del Senyor" esmentada a Èxode 24:17. Com també succeeix a la taula de l'esbarzer, el núvol acompanyat de la veu de Déu -se suposa que greu, emulant el tro- són instruments tradicionals de la revelació divina i de la presència misteriosa de Déu.

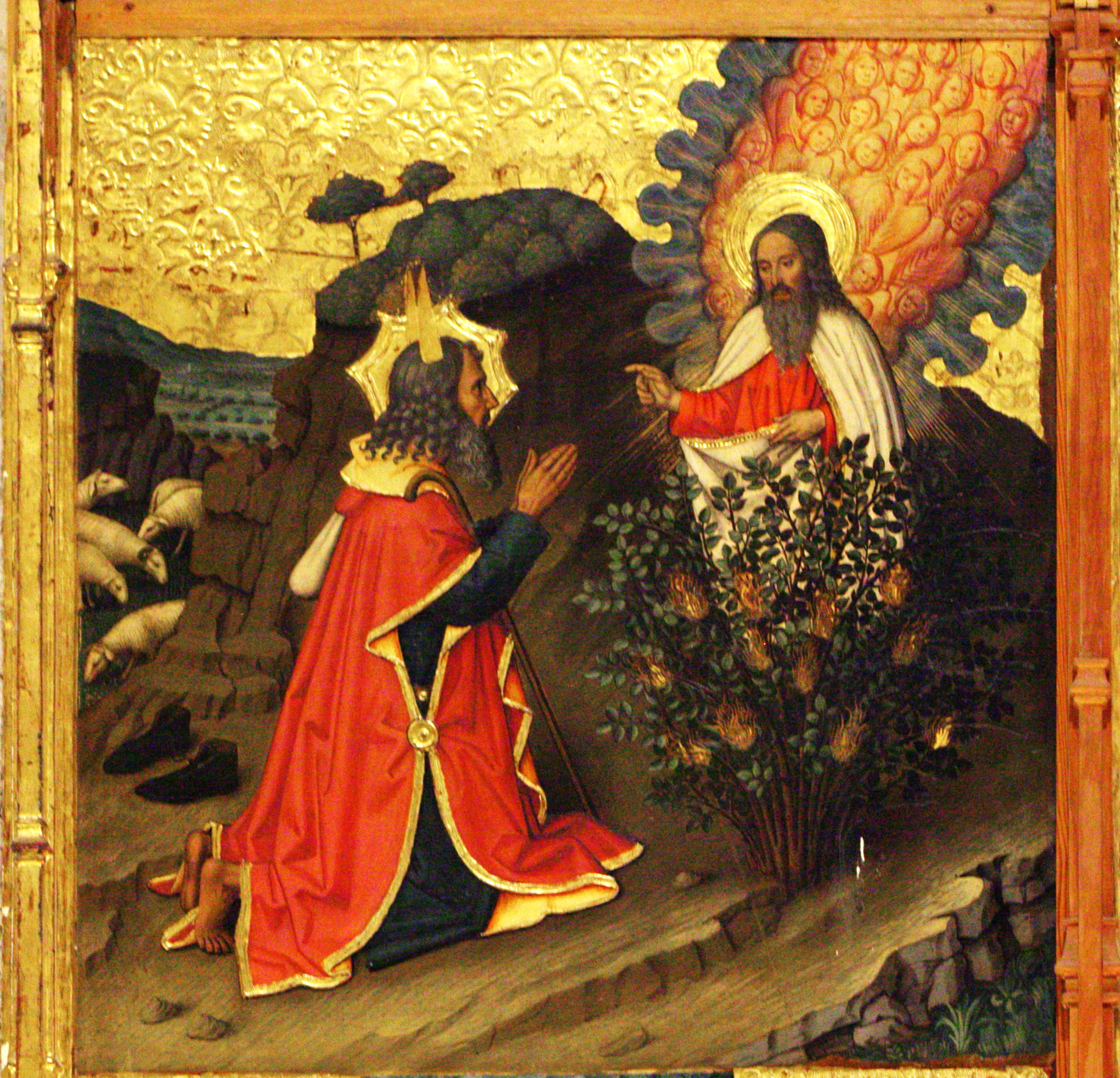
L'esbarzer ardent

A la taula del mig del carrer esquerre es representa l'escena de l'esbarzer ardent, un passatge bíblic recollit a l'Èxode on Jehovà s'apareix a Moisès enmig d'un esbarzer en flames que no es consumeix amb el foc.
Huguet realitza una composició similar a l'escena de les Taules de la Llei, és a dir, Moisès agenollat davant Jehovà dalt d'una muntanya. En aquest cas és al mont Horeb, amb un prat darrere Moisès on pastura el ramat de bens del seu sogre Jetró.［Èxode 3:1-2］ La vestimenta d'ambdós personatges és la mateixa a les dues imatges, si bé en aquesta Moisès s'ha tret les sabates, tal com li indicà Jehovà perquè allà on trepitgi serà terra sagrada, i hi porta una gaiata que aquest li convertirà en una serp com a prova de la seva identitat divina.［Èxode 4:1-5］ El tors de Jehovà està suspès sobre l'esbarzer, un ruscus, envoltat d'un núvol dins del qual s'entreveu un exèrcit d'àngels d'un color taronja uniforme.
El misteri del foc, què és alhora visible i immaterial, el converteix en una manifestació de misteri, una expressió de glòria i de santedat absoluta de Déu en un moment transcendental en què comunica el desig de salvar el seu poble de l'opressió dels egipcis i elegeix Moisès perquè els faci de guia en la seva fugida.

#### Ascensió de Jesús

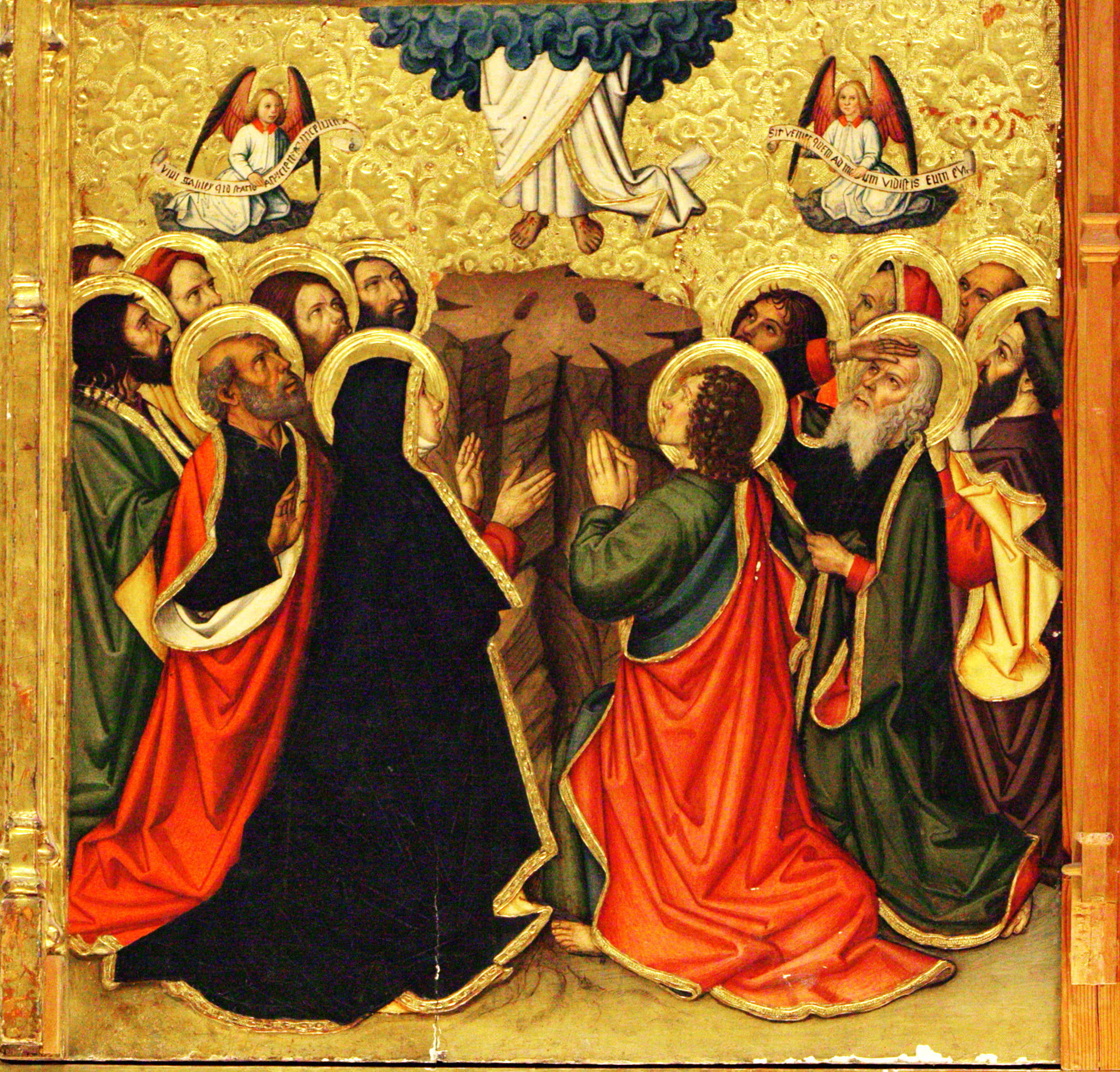
L'ascensió de Jesús

La taula inferior del carrer esquerre descriu l'Ascensió de Jesús, potser el passatge més gloriós de la vida de Jesús on, segons la Bíblia, va rebre la glorificació, després de la seva mort, de mans de Déu Pare. El fet és recollit per tots els Evangelis i als Fets dels Apòstols. Es tracta d'una composició clàssica amb poca simbologia, amb la Mare de Déu al capdavant del conjunt dels apòstols. La imatge de Jesús no és visible, només se n'intueix la figura acompanyada per dos àngels observant els seus peus a la part alta de l'escena. Manté una gran semblança amb el Retaule de l'Esperit Sant de Pere Serra. L'artista ens transmet el relleu que s'ha de produir entre la figura de Jesús, que desapareix de la terra, i els seus deixebles, que han de continuar amb la difusió de la seva fe.

### Taules del carrer dret

#### Escenes d'Elies

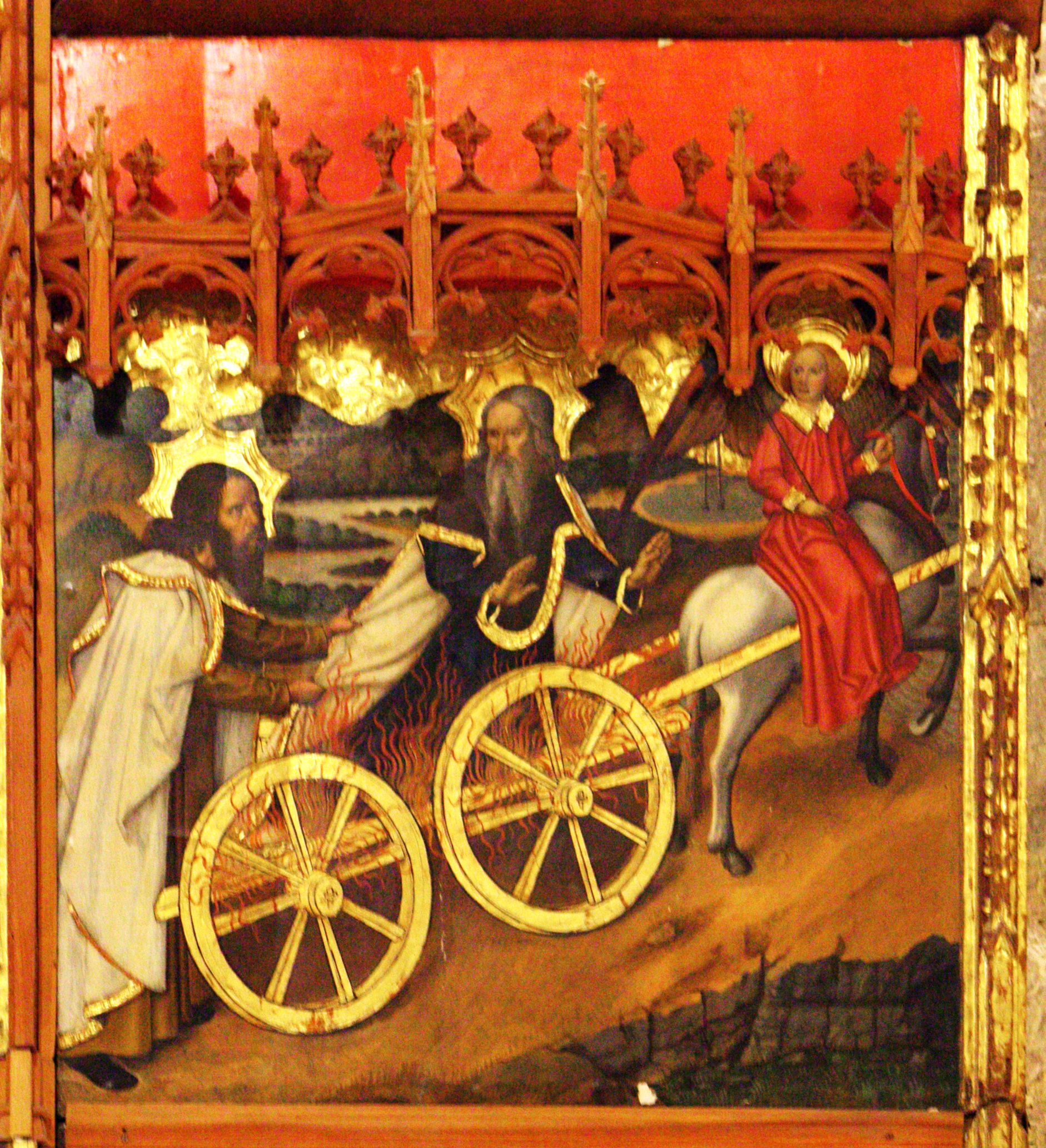
L'escena de l'ascensió d'Elies en el carro de foc

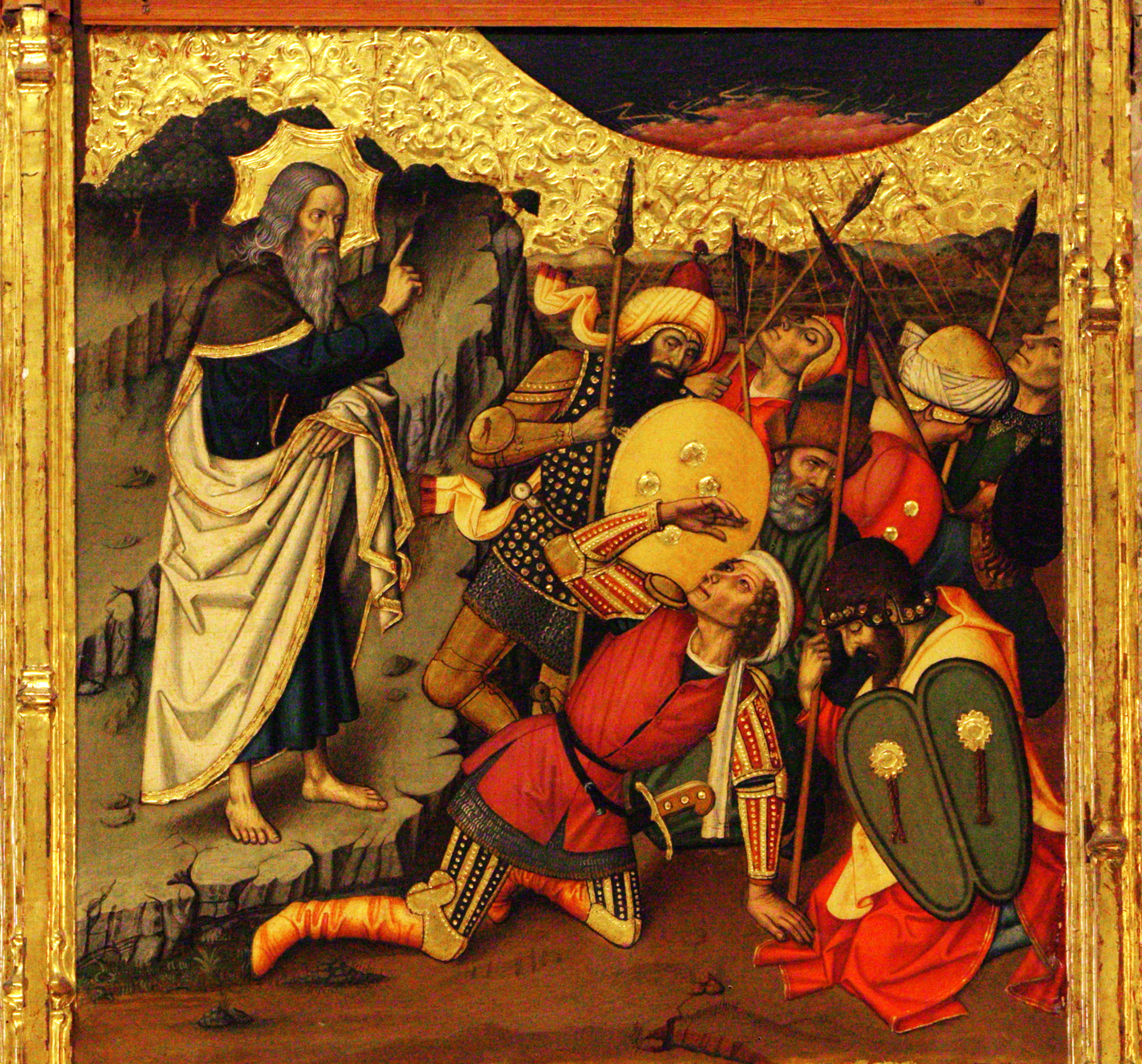
Extermini dels soldats del rei Ahazià d'Israel

Les dues taules superiors del costat de l'Epístola, amb episodis de la vida del profeta Elies, comparteixen amb les de Moisès la simbologia del foc com a signe del poder diví de Déu.
La taula del pis superior, amb l'ascensió d'Elies, mostra l'episodi de l'Antic Testament en què Elies caminava junt amb Eliseu quan, sobtadament, un carro de foc tirat per cavalls igualment de foc s'interposà entre els dos i arrabassà Elies cap al cel; Eliseu crida cap al seu mestre mentre aquest desapareix en les altures.［2 Reis 2:11］ L'escena, descrita amb una imatge típica de la teofania, recull l'experiència religiosa de la mort d'Elies i el pas a Eliseu del ministeri profètic, un fet reflectit amb el lliurament del mantell d'Elies rebut per Eliseu que feia d'element testimonial del seu relleu.［2 Reis 2:13］
Al llibre de Siràcida es reforça la paraula profètica «Llavors s'aixecà el profeta Elies: era com el foc, i la seva paraula cremava com una torxa».［Siràcida 48:1］
L'elecció d'aquest episodi, a banda de la seva popularitat, representa un paral·lelisme clar i conscient amb l'Ascensió de Jesús que es representa en la taula inferior de l'altre carrer lateral.
A la següent taula, al mig del carrer dret, es representa l'escena de l'extermini dels missatgers d'Ahazià, un passatge bíblic recollit al Segon Llibre dels Reis en el que un foc baixà del cel matant els soldats del rei d'Israel, Ahazià. L'escena representa el final d'una disputa entre Ahazià i el profeta Elies.
El rei Ahazià d'Israel estava greu i va enviar uns missatgers a consultar Baal-Zebub, el déu d'Ecron.［2 Reis 1:2］
Elies va interceptar els seus missatgers i els fa retornar cap a Ahazià amb un missatge de queixa.
Ahazià va enviar fins a tres grups de soldats per detenir-lo. Els dos primers varen ser destruïts pel foc que Elies feu baixar del cel, mentre un tercer demanava clemència.［2 Reis 1:9-16］
La pintura recull l'escena de la destrucció pel foc que cau del cel sobre un dels dos grups de soldats exterminats. Torna a ser la muntanya l'escenari de referència de les aparicions divines. L'autor resol adequadament la perspectiva del grup de soldats. Destaca la qualitat de l'escorç que mostra l'oficial del grup en primer pla, amb un detall força realista dels músculs forçats del coll o dels plecs de la pell de la mà que recolza a terra.

#### Taula de la resurrecció dels morts

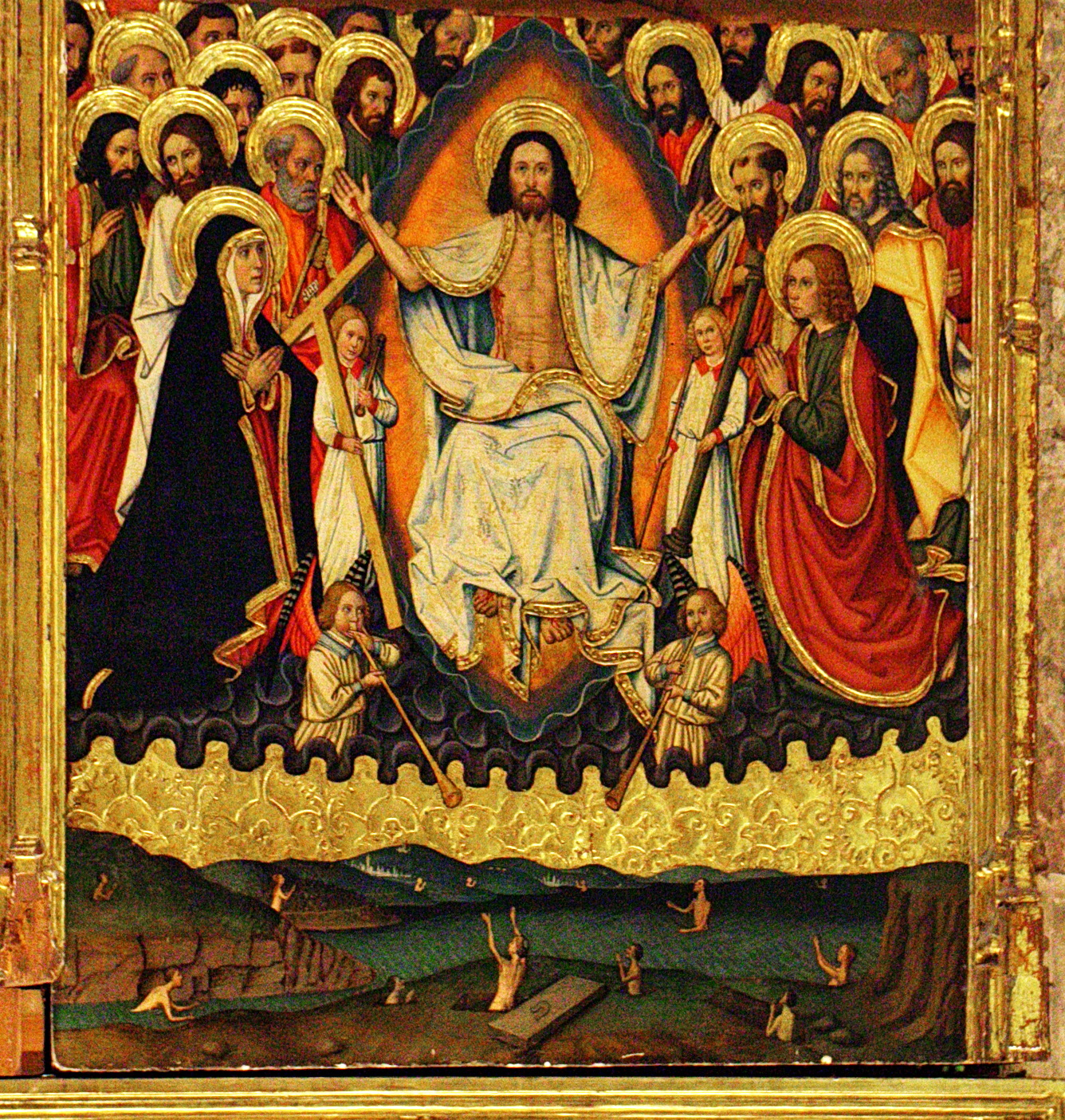
El Judici Final o resurrecció dels morts

La taula és la representació de la Segona Vinguda de Crist acompanyat de tota la cort celestial en el moment del Judici Final i la resurrecció dels morts, si bé sense fer cap al·lusió a la separació entre justos i pecadors. L'escena tanca el cicle de revelacions divines recollides al retaule i manifesta les inquietuds del comitent que la va concebre i el caràcter escatològic del programa iconogràfic. Bona part de la composició està dedicada al judici en si, amb Crist sedent i amb una túnica totalment blanca fistonejada en or que, entreoberta, permet veure el seu pit amb la nafra del costat. S'inscriu dins una màndorla i porta un nimbe daurat. Aixeca els braços oberts mostrant les ferides sagnants. A banda i banda està acompanyat per Maria i Sant Joan Evangelista agenollats en el seu rol d'intercessors; estan situats al davant dels apòstols i altres personatges, tots ells disposats a ajudar Crist en el seu acte judicial. A l'escena hi ha quatre àngels, dos d'ells amb els instruments de la Passió: Creu i flagell, un d'ells, i columna i llança, un altre. Els altres dos àngels fan sonar dues tubes enfocades cap a la part inferior de la taula, que representa la zona terrenal, situada per sota dels núvols que hi ha als peus dels personatges divins. Aquest espai simula una vall amb el mar al fons i un cel daurat per sota dels núvols. Podria representar la vall de Josafat, referida a Joel 4:2 «..i reuniré tota la gent i els portaré a la vall de Josafat.. », un nom que significa “judici”.
Els morts surten de les seves sepultures, alguns en actitud orant; surten de la terra i del mar, tal com s'anuncià a Apocalipsi 20:13.
Al centre de l'escena, un d'aquests personatges representa el comitent Pere Ferrer. És una figura implorant amb els braços cap al cel; porta una tonsura i es troba al costat de la làpida de la seva tomba on es veu una ferradura, símbol heràldic familiar.
El comitent, així, manifesta el desig de projecció de la seva individualitat en l'acte col·lectiu del Judici Final.

### Predel·la

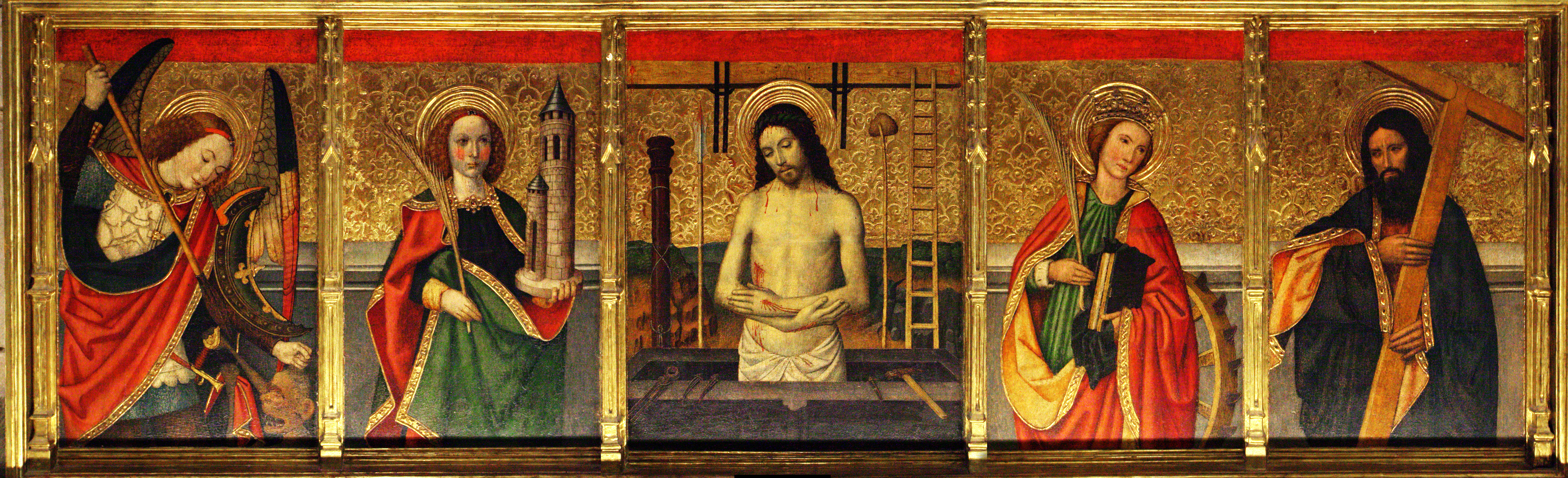
Predel·la

La predel·la mostra cinc compartiments amb la imatge del Senyor dels Dolors al centre. És un Christus patiens gregorià, és a dir, una representació simbòlica de Crist amb els atributs de la mort, però encara viu. És una imatge de sacrifici freqüent a partir del segle xiii. Es mostra Crist dins la sepultura rodejat dels elements de la Passió: llança, columna de la flagel·lació, martell, claus.
Les dues taules de l'esquerra tenen les imatges de Sant Miquel Arcàngel i Santa Bàrbara i, al costat dret, es representen santa Caterina d'Alexandria i Sant Andreu.
Tots quatre sants estan representats en un enquadrament de tres quarts del seu cos, de forma que mantenen una harmonia visual amb la imatge central que només mostra la part superior del cos de Crist, ja que està dins la sepultura i no s'hi veuen les cames. Darrere d'ells hi ha un mur baix que sembla un continu entre les quatre taules, com si estiguessin en un únic escenari.
La imatge de sant Miquel presenta la seva vestimenta militar habitual i està a punt de clavar la seva llança sobre el cap del maligne, un monstre antropomorf. La llança està sobre la diagonal de la taula conferint una guia visual. Santa Bàrbara mostra l'atribut de la torre i la palma del martiri. Caterina de Siena es mostra amb els seus atributs tradicionals: la roda dentada de la seva tortura i la corona reial.